# 南塚信吾
南塚 信吾（みなみづか しんご、1942年1月3日 - ）は、日本の歴史学者、千葉大学・法政大学名誉教授。専門はハンガリー史。2020年4月より「世界史研究所」所長。

## 略歴
1942年、富山県富山市生まれ。東京大学教養学部を卒業し、東京大学大学院博士課程修了。
卒業後は津田塾大学学芸学部の講師・助教授をつとめ、千葉大学文学部助教授・教授を経て、1998年から2000年まで千葉大学副学長を務める。2004年から法政大学国際文化学部教授を務め、2012年定年退職。名誉教授となる。
その間、ハンガリー（1972年 - 1974年、1991年 - 1992年）およびブルガリア（1983年 - 1984年）に留学した。
大学院の指導学生にハンガリー史の秋山晋吾一橋大学教授、フランス史の君塚弘恭早稲田大学准教授など。

## 受賞・栄典
- ハンガリー共和国オフィサー十字勲章受章。

## 著書

### 単著
- 『東欧経済史の研究――世界資本主義とハンガリー』（ミネルヴァ書房, 1979年）
- 『東欧経済史研究序説』（多賀出版, 1985年）
- 『静かな革命――ハンガリーの農民と人民主義』（東京大学出版会＜新しい世界史・4巻＞, 1987年）
- 『ハンガリーの改革――民族的伝統と「第三の道」』（彩流社「叢書東欧」, 1990年）
- 『ハンドブック 東欧諸国』（岩波書店＜岩波ブックレット＞, 1990年）
- 『ハンガリーの「第三の道」――資本主義と社会主義のはざまで：シリーズ東欧現代史』（岩波書店＜岩波ブックレット＞, 1991年）
- 『ハンガリーに蹄鉄よ響け――英雄となった馬泥棒』（平凡社, 1992年）
- 『義賊伝説』（岩波新書, 1996年）
- 『アウトローの世界史』（日本放送出版協会＜NHKブックス＞, 1999年）
- 『ブダペシュト史――都市の夢』（現代思潮新社, 2007年）
- 『世界史なんていらない?』（岩波書店＜岩波ブックレット＞, 2007年）
- 『図説 ハンガリーの歴史』（河出書房新社, 2012年）
- 『「連動」する世界史――19世紀世界の中の日本』（「シリーズ 日本の中の世界史」岩波書店, 2018年）
- 『「世界史」の誕生──ヨーロッパ中心史観の淵源』（ミネルヴァ書房, 2023年）

### 共著
- （西川正雄）『世界の歴史（18）帝国主義の時代』（講談社, 1986年）
- （永井清彦・NHK取材班）『社会主義の20世紀（1）守護の壁・恥辱の壁［東ドイツ］／反革命か民衆蜂起か［ハンガリー］』（日本放送出版協会, 1990年）
- （伊東孝之・NHK取材班）『社会主義の世紀（3）［連帯］10年の軌跡［ポーランド］／おしつぶされた改革［チェコスロヴァキア］』（日本放送出版協会, 1990年）
- （木畑洋一・加納格）『帝国と帝国主義　21世紀歴史学の創造・4巻』（有志舎, 2012年）ISBN 978-4-903426-63-1
- （古田元夫・加納格・奥村哲）『人びとの社会主義――21世紀歴史学の創造・5巻』（有志舎, 2013年）ISBN 978-4-903426-69-3
- （油井大三郎・木畑洋一・山田朗）『軍事力で平和は守れるのか――歴史から考える』（岩波書店, 2023年）

### 編著
- 『東欧の民族と文化』（彩流社＜叢書東欧＞, 1989年）
- 『東欧革命と民衆』（朝日新聞社＜朝日選書＞, 1992年）
- 『歴史学事典（4）民衆と変革』（弘文堂, 1996年）
- 『ドナウ・ヨーロッパ史』新版世界各国史・19巻（山川出版社, 1999年）
- 『神川松子・西川末三と測機舎――日本初の生産協同組合の誕生』西川正幹編集協力（アルファベータブックス、2021年）ISBN 978-4-86598-090-5
- 『地図で見る渋谷東のあゆみ』（アルファベータブックス、2024年）

### 共編著
- （許世楷・原彬久）『国際関係論基礎研究』（福村出版, 1976年）
- （宮島直機）『'89・東欧改革――何がどう変わったか』（講談社現代新書, 1990年）
- （下村由一）『東欧革命と欧州統合――千葉大学国際シンポジウム』（彩流社「叢書東欧」, 1993年）
- （下村由一）『マイノリティと近代史』（彩流社, 1996年）
- （小谷汪之・木畑洋一と編者代表）『座談会 世界史の中の安倍政権』（日本経済評論社、2015年）ISBN 978-4-8188-2411-9
- （秋田茂・永原陽子ほか）『「世界史」の世界史』（MINERVA世界史叢書：総論）（ミネルヴァ書房、2016年）ISBN 978-4-623-07111-1
- （小谷汪之）『歴史的に考えるとはどういうことか』（ミネルヴァ書房、2019年）ISBN 978-4-623-08635-1

### 責任編集
- 『情報がつなぐ世界史』（MINERVA世界史叢書・6巻）（ミネルヴァ書房、2018年）ISBN 978-4-623-08470-8
- 『国際関係史から世界史へ』（MINERVA世界史叢書・3巻）（ミネルヴァ書房、2020年）ISBN 978-4-623-08871-3

### 共編
- （秋田茂・高澤紀恵）『新しく学ぶ西洋の歴史――アジアから考える』（ミネルヴァ書房、2016年）ISBN 978-4-623-06681-0
- （小谷汪之・木畑洋一）『歴史はなぜ必要なのか――「脱歴史時代」へのメッセージ』（岩波書店、2022年）ISBN 978-4-00-025676-6

### 訳書
- E・H・カー『ロシア革命の考察』（みすず書房, 1969年）
- ボリス・ニコラエフスキー『権力とソヴェト・エリート』（みすず書房, 1970年）
- E・H・カー『一国社会主義――ソヴェト・ロシア史 1924-1926（1・2）』（みすず書房, 1974年-1977年）
- I・T・ベレンド, G・ラーンキ『東欧経済史』（中央大学出版部, 1978年）
- ジュルコー・ラースロー編『カーダール・ヤーノシュ伝――現代ハンガリー史の証人』（恒文社, 1985年）
- R. オーキー 『東欧近代史』越村勲・田中一生共編訳（勁草書房, 1987年）
- ヤーノシュ・サーヴァイ『ハンガリー』秋山晋吾共訳（白水社 文庫クセジュ, 1999年）
- A. アンダーソン『<新訳>ハンガリー1956』監訳（吉橋弘行訳）（現代思潮新社, 2006年）
- ビル・ローマックス『終わりなき革命――ハンガリー1956』（彩流社「叢書東欧」, 2006年）
- ノーマン・J.ウィルソン『歴史学の未来へ』  木村真共監訳（法政大学出版局, 2011年）
- パトリック・マニング『世界史をナビゲートする――地球大の歴史を求めて』渡邊昭子共監訳（彩流社、2016年）ISBN 978-4-7791-2217-0
- ダニエル・ウルフ『「歴史」の世界史』（ミネルヴァ書房「世界史〈翻訳〉ライブラリー」小谷汪之・田中資太共訳、2024年）ISBN 978-4-623-09740-1

### その他
- 東欧史研究オーラル・ヒストリー研究会編『東欧史研究オーラル・ヒストリー――vol. 1南塚信吾氏インタビュー』（東京外国語大学・海外事情研究所, 2024年）